# Jesús Ponce Labastida
José de Jesús Ponce Labastida (1929 - 1 de agosto de 2024)[cita requerida] fue un futbolista y entrenador mexicano que se desempeñaba en la posición de delantero. Jugó para el Club Deportivo Guadalajara toda su carrera, y fue auxiliar de Javier De la Torre en la época del Campeonísimo. Durante su estancia en las Chivas anotó 44 goles. También fue director técnico del Club Deportivo Tapatío de Segunda División.

## Inicios
Jeśus Ponce es hijo de Guadalupe Labastida originaria de Guadalajara y de Sabas Ponce originario de Ciudad Guzmán, quienes lo apoyaron para iniciar su carrera como futbolista, dándole la oportunidad de empezar su carrera con el Club Deportivo Nacional, la cual inicia en 1941 en las fuerzas básicas, contando con 11 años de edad.

## Ingreso al Club Deportivo Guadalajara
En la temporada 1946-47 de la Primera Fuerza del fútbol tapatío logra marcar 58 goles en 25 encuentros, por lo que llama la atención del Club Deportivo Guadalajara, quien inició los trámites para contratarlo.
En noviembre de 1947, los directivos Daniel Jaime del Nacional y Federico González Obregón del Guadalajara llegan a un acuerdo, y Jesús es comprado por los rayados por la cantidad de 5,000.00 pesos, contando con 17 años de edad.
Debuta con el Guadalajara el día jueves 13 de noviembre de 1947, en un encuentro frente al Club de Fútbol Atlante realizado en el campo Asturias. Ese día logró marcar dos goles y el partido fue ganado por el Guadalajara por marcador de 2 a 1.
Como jugador formó parte del C.D. Guadalajara en la época del "Ya Merito", en los inicios de la época profesional del fútbol mexicano. Formó parte de la ofensiva junto a  Javier De la Torre, Salvador Reyes, Tomás Balcázar y Rodrigo Noriega.

## Carrera de entrenador
En el año de 1962 obtiene el título número 63 que otorga la Federación Mexicana de Fútbol, acreditándolo como entrenador de Fútbol Profesional. Gracias a él varias figuras del Guadalajara pudieron debutar con el primer equipo, como el caso de Alberto Onofre que llegó al Club a los 13 años y gracias a la amistad que el hermano de Alberto tenía con El Chuco este pudo observar sus cualidades y le dio un lugar en el equipo. También debutó a Gregorio Villalobos, entre otros.
En 1968 fue elegido como entrenador de la Selección Jalisco, participando en el campeonato juvenil categoría 18 años, logrando calificar sin perder ninguno de sus seis encuentros, obteniendo de esta manera el segundo lugar con 2 empates y 4 triunfos. Dicho campeonato se realizó en Ciudad Juárez, Chihuahua.
Tuvo varias etapas como entrenador de Chivas, su debut se dio en el torneo México 70, cuando Javier De la Torre sale para ser auxiliar de Raúl Cárdenas en la selección mexicana, y logra el 3.er lugar general. Recibió otra oportunidad en 1973 al entrar después de Walter Ormeño y Héctor Hernández, continuó hasta 1974 cuando lo sustituye Héctor Rial.
Junto con Luís de la Torre Martínez, viajó a Europa para prepararse y realizar estudios en formas de trabajar con fuerzas básicas, estando en España con el Real Madrid; así como en las instalaciones del club Barcelona, atendidos por Rinus Mitchell responsable del Primer Equipo. 
En Italia estuvieron con Helenio Herrera que dirigía ni más ni menos que al Roma, continuando con su gira estuvieron en Inglaterra, en donde la federación Inglesa los canalizó con el Club West Ham para obtener la preparación que necesitaban. La gira concluyó en Alemania con el equipo de Frankfurt, Bayer Munich, en donde observaron los inicios de los trabajos de espacios reducidos. 
En 1976 Clubes Unidos de Jalisco lo nombra entrenador del Átomos de la liga de Fútbol de los Estados Unidos de Norteamérica, teniendo su base en la ciudad de Philadelphia. Este equipo contaba con la particularidad de estar conformado por jugadores mexicanos que por diversas circunstancias no pudieron contratarse en la primera división.
Regresa para la temporada 1976-77 y consigue el 7.º lugar general, siendo esta la mejor posición que logró chivas en la década de los 1970s, por lo que se le da la confianza para dirigir en la temporada 1977-78 pero es sustituido por Diego Mercado.
Para la temporada de 1978-1979 el Guadalajara lo envió al Club Tepic de la segunda división, equipo que logra calificar por primera vez en sus 25 años de participar en esta categoría, sin embargo no logra el ascenso, ya que este fue ganado por el Club Atlas.
Para la temporada 1981-82 regresa al Guadalajara y esta vez él es quien sustitue a Mercado, para dirigir los últimos 8 partidos de la temporada.
En el año de 1982 de nueva cuenta el Club Guadalajara tomó la decisión de enviarlo a capacitarse al fútbol Español llegando a San Sebastián, y teniendo como equipo a La Real Sociedad, equipo que tenía la política de alinear solo jugadores de la región, ganando en ese año el campeonato. Los conocimientos adquiridos se enfocaron en el manejo de la selección de los jugadores, el trabajo de cancha y su organización.
A su regreso le asignaron el cargo como Director de Fuerzas Básicas del Club Guadalajara hasta el año de 1992. Durante estos diez años, sólo en 1984-85 estuvo al frente del Club Deportivo Tapatío de segunda división, teniendo como auxiliar a Jesús Bracamontes. Grandes figuras se formaron en su trayectoria como entrenador y director de fuerzas básicas del Club Guadalajara, tales como Ignacio y Paco Jara, Pedro Herrada, Alberto Onofre, Raúl "Willy" Gómez, José Luis Real, Fernando Quirarte, Eduardo de la Torre, José Manuel de la Torre y muchos más.

## Actualidad
Actualmente sigue teniendo participación en la institución rojiblanca, principalmente en las fuerzas básicas y en las llamadas "Escuelas Chivas". Es considerado uno de los grandes pioneros de las fuerzas básicas en México.
De igual manera se desempeña como miembro de la Asociación de Fútbol Aficionado del Estado de Jalisco.

## Familia
Jesús Ponce se casó con Ana María Sandoval Espino, y fruto de esta relación tuvieron 6 hijos Ana María, José de Jesús, Jorge, Marcela, Blanca y Carlos Ponce.

## Clubes
| Club        | País   | Año         |
| ----------- | ------ | ----------- |
| Nacional    | México | 1946        |
| Guadalajara | México | 1947 - 1956 |
| Guadalajara | México | 1962 - 1963 |